# Dāshlī Ārqāch
Dāshlī Ārqāch (persiska: داشلی آرقاچ, Dāshlī Arqāch, داشلی ارقاچ) är en ort i Iran.   Den ligger i provinsen Golestan, i den norra delen av landet, 500 km nordost om huvudstaden Teheran. Dāshlī Ārqāch ligger 865 meter över havet och antalet invånare är 248.
Terrängen runt Dāshlī Ārqāch är kuperad. Runt Dāshlī Ārqāch är det ganska glesbefolkat, med 48 invånare per kvadratkilometer. Närmaste större samhälle är Behkadeh-ye Raẕavī, 17,6 km öster om Dāshlī Ārqāch. Trakten runt Dāshlī Ārqāch består till största delen av jordbruksmark.